# Agostino Carracci
Agostino Carracci (sau Caracci) (n. 16 august 1557, Bononia, Statele Papale – d. 22 martie 1602, Parma, Ducatul Parmei) a fost un pictor și artist grafic italian.

## Familii
- Annibale Carracci
- Lodovico Carracci

## Galerie

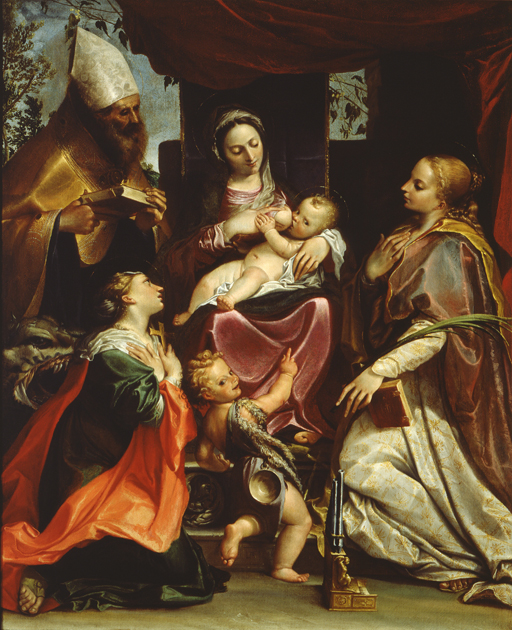
Madona cu pruncul și sfinții
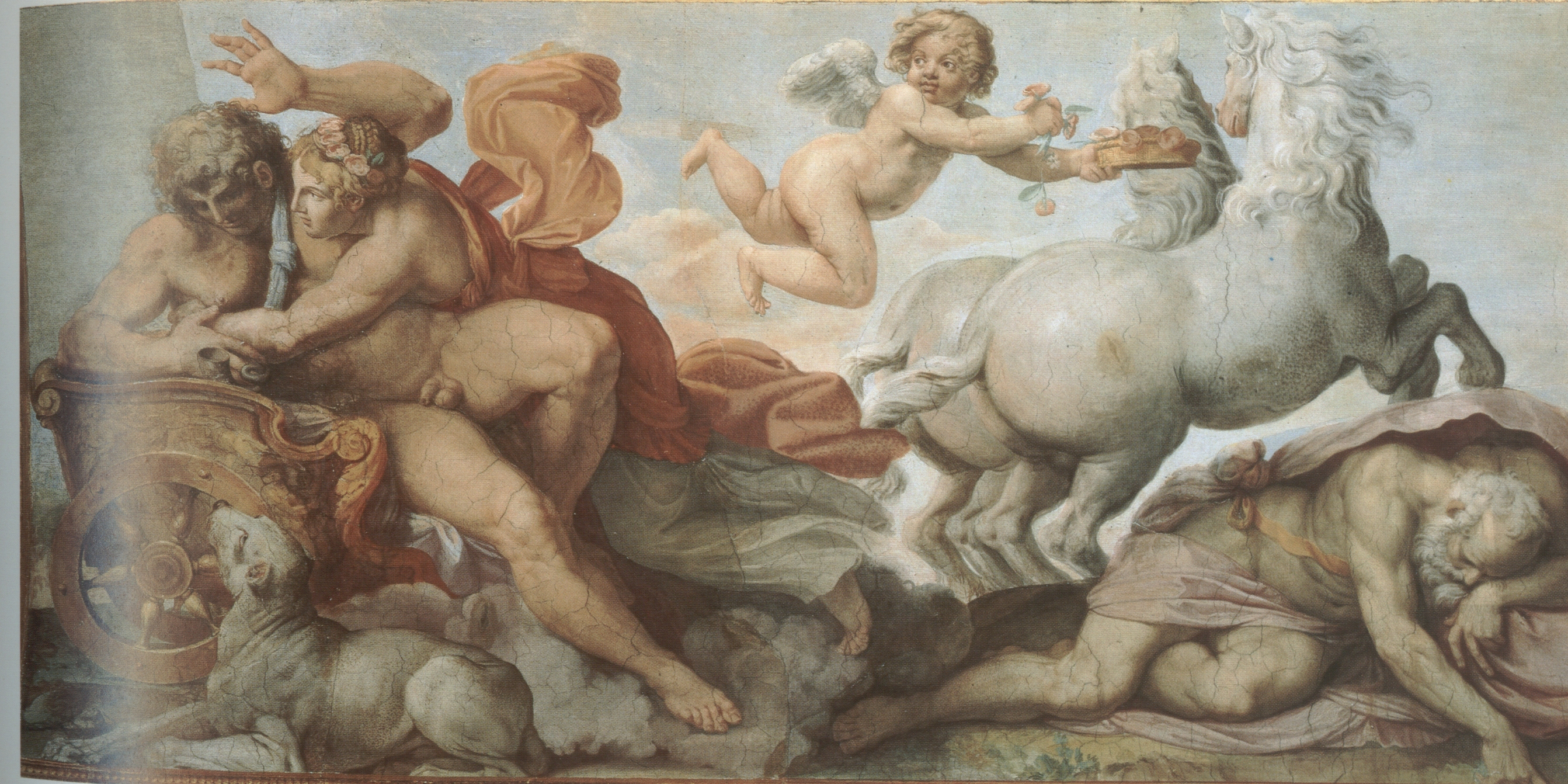
Aurora și Kephalus
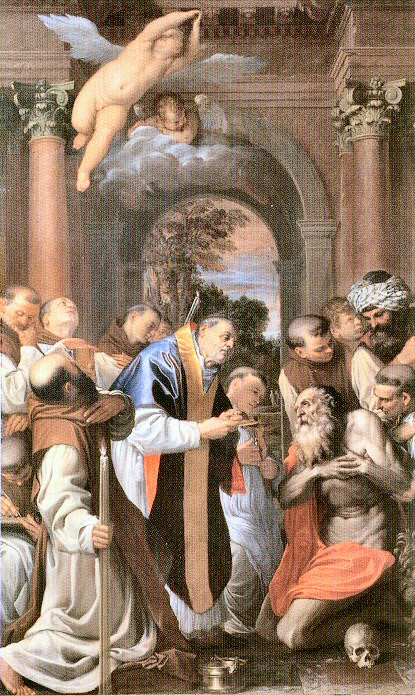
Sfântul Ieronim
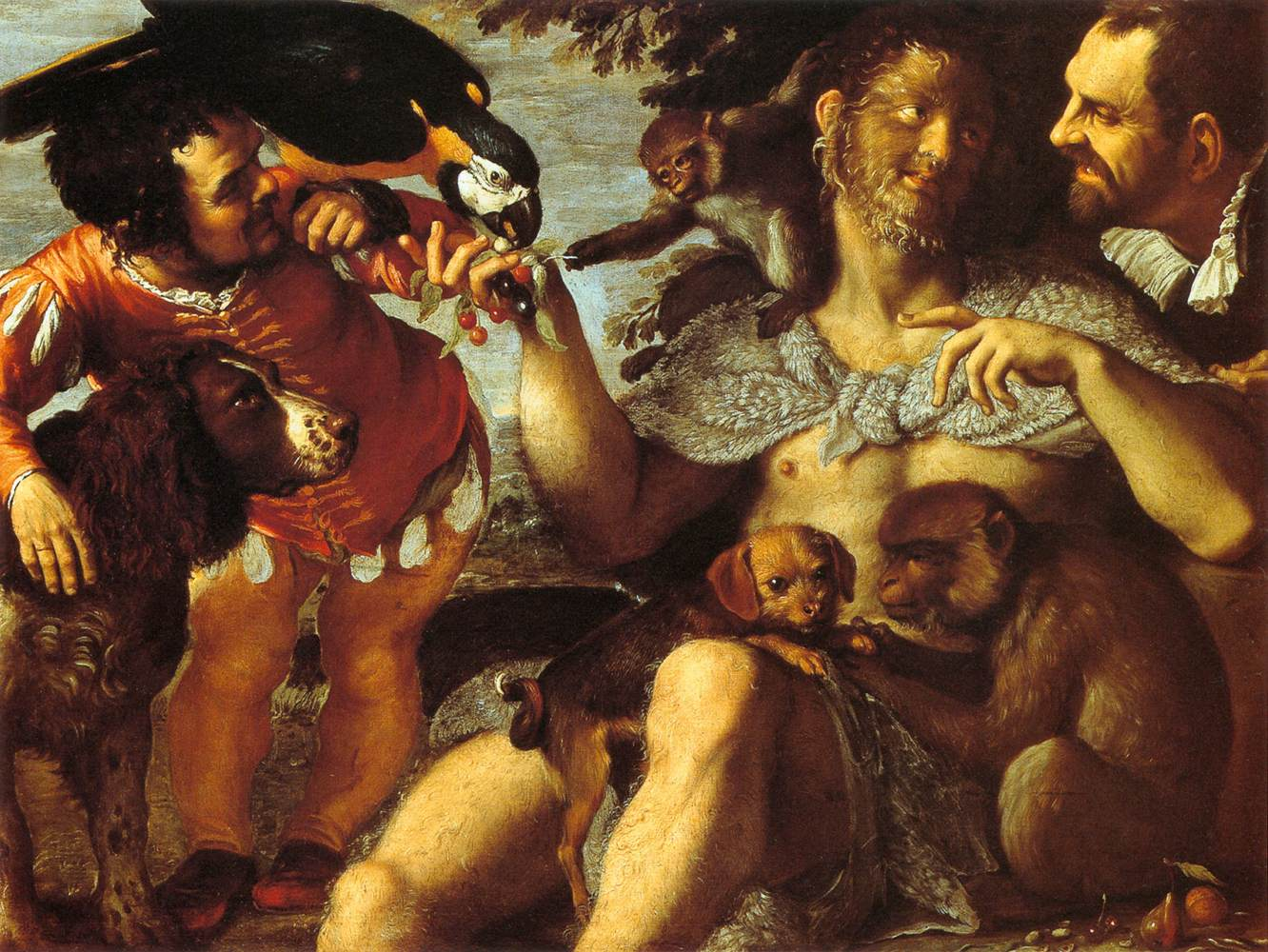
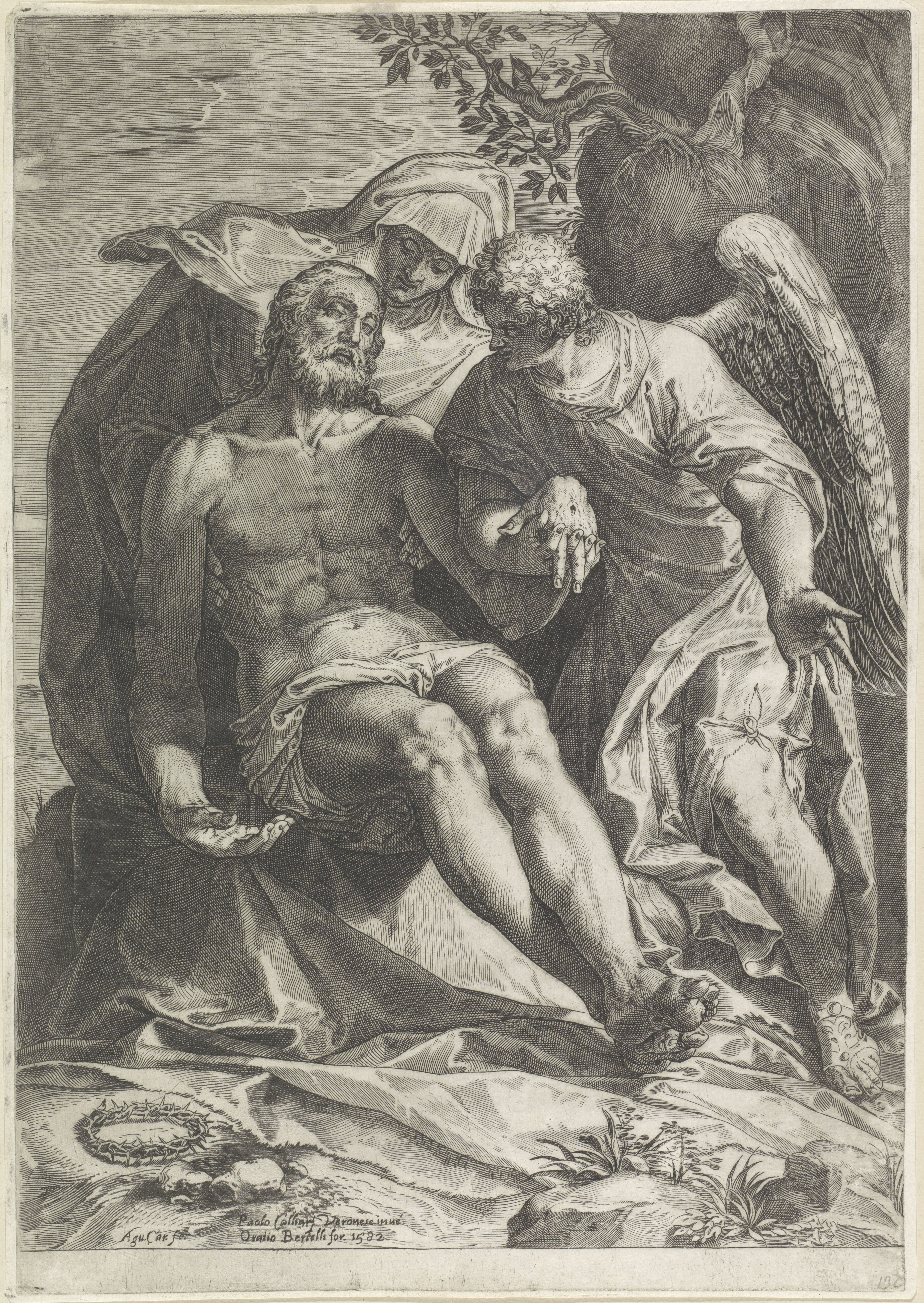
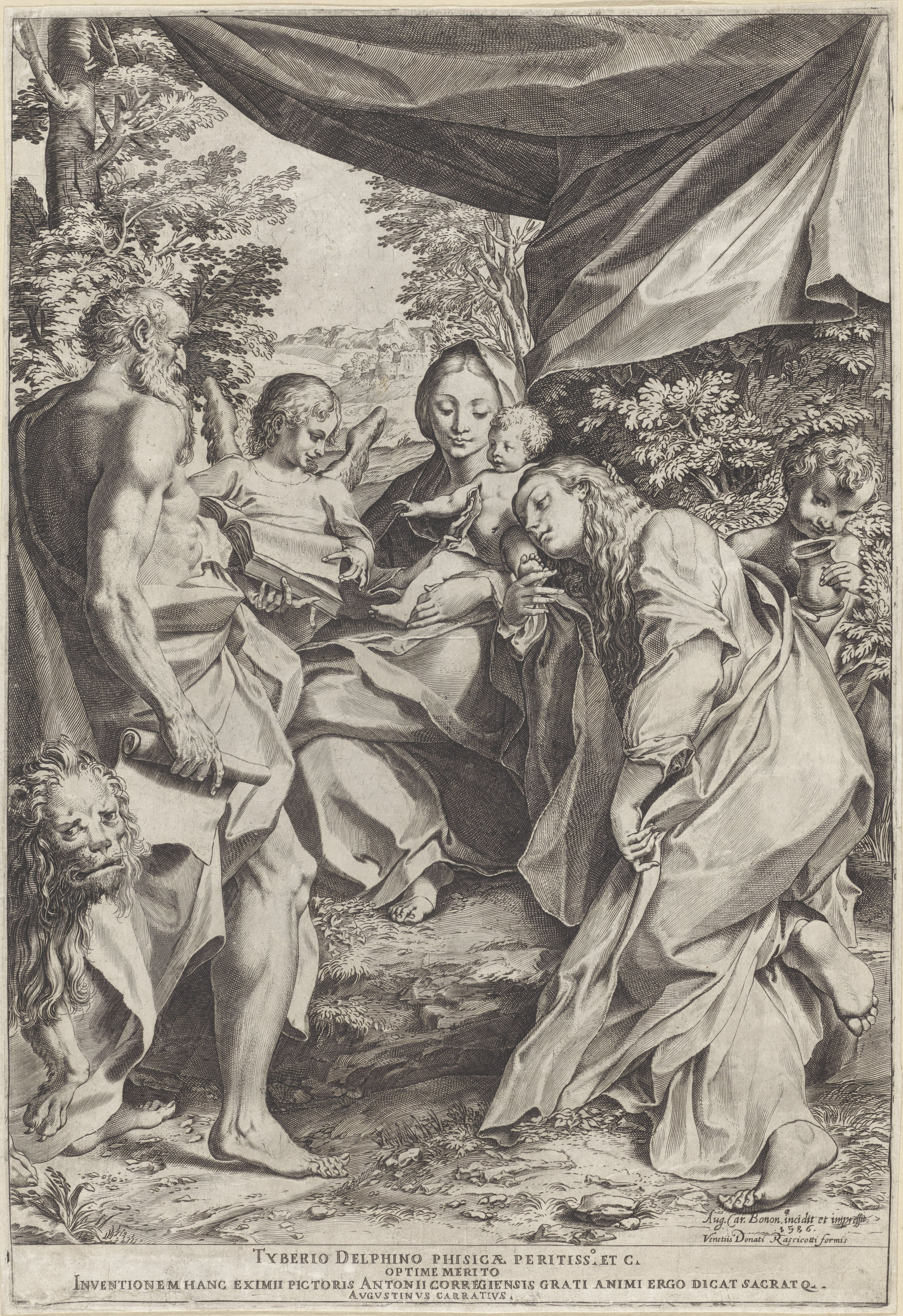